# Seikimatsu Darling
Seikimatsu Darling (世紀末★ダーリン Seikimatsu Dārin?), también conocida como End of the Century Darling, es una serie de manga de género yaoi escrita e ilustrada por Maki Naruto. Fue publicada en la revista Be Boy Comics de la editorial Biblos desde 1994 a 1998, finalizando con cuatro volúmenes. En 1996, la serie fue adaptada a un OVA producido por el estudio Horannabi y dirigido por Kazunori Iwakura. Seikimatsu Darling también cuenta con dos secuelas lanzadas entre 2002 y 2012 —cuando su publicación entró en hiatus—, así como también una serie de cinco CD dramas.

## Argumento
El joven empleado Kōsaku Ogata se enamoró de su colega Yōichirō Takasugi a primera vista. Después de acercarse lentamente a este y conocerlo mejor, es capaz de confesarle su amor. Para su gran sorpresa, Takasugi también está enamorado de él, pero debido a que sus sentimientos son demasiado similares, ambos desean seducir al otro y no dejarse dominar. Ogata recibe consejos de un viejo amigo de la secundaria, Yukari Shikibu, quien ha estado saliendo con un hombre durante mucho años. Para resolver este problema, Takasugi y Ogata deciden ir a un viaje juntos a un onsen. Shikibu y su pareja, Tsutsumi, los siguen a petición de Ogata para ayudarlo. En el onsen, el grupo forja amistad, mientras que Ogata y Takasugi aprenden las debilidades del otro. Finalmente, ambos hombres resuelven dejarse caer en el amor del otro en lugar de querer seducirse ferozmente.

## Personajes
Kōsaku Ogata (緒方 耕作 Ogata Kōsaku?)
Voz por: Yasunori Matsumoto
Es un joven asalariado que trabaja para la empresa comercial Kameyama. Se enamoró de Takasugi casi instantáneamente y, tras confesarse y descubrir que el amor era mutuo, toma una actitud algo defensiva debido a que teme ser el pasivo de la relación. Ambos hombres posteriormente entran en una batalla para seducirse primero. Ogata es directo con sus sentimientos, pero continuamente se muestra confundido e inseguro con respecto a su relación con Takasugi.
Yōichirō Takasugi (高杉 洋一郎 Takasugi Yōichirō?)
Voz por: Kazuhiko Inoue
Un vendedor élite que conoció a Ogata en Hattori Corporation. Se enamoró de Ogata a primera vista, pero al mismo tiempo deseaba "atacarlo", por lo que varias veces intenta derribar la barrera emocional de Ogata. Es extremadamente popular entre las mujeres de su compañía por su apariencia sofisticada y su comportamiento caballeresco e inteligente.
Yukari Shikibu (式部 紫 Shikibu Yukari?)
Voz por: Hideyuki Hori
Es un viejo amigo de la escuela de Ogata, quien trabaja como profesor de chino. Se caracteriza por tener una cicatriz en forma de X en una de sus mejillas. Debido a que tiene una larga relación con Tsutsumi, Ogata acude a él en busca de consejos sobre su propia relación con Takasugi,el ama mucho a Tsutsumi y hará todo lo imposible para protegerlo .
Masayuki Tsutsumi (堤 将行 Tsutsumi Masayuki?)
Voz por: Tetsuya Iwanaga
Es el novio de Shikibu, un joven gentil y amable. Conoció a Shikibu y Ogata después de que fuera transferido a la escuela que estos asistían como maestro de práctica. Ambos han estado saliendo por seis largos años y su estable relación es admirada por Ogata. Trabaja en la misma escuela que Shikibu y quiere estar junto a Shikibu y nunca abandonarlo.
Kōhei Todoroki (等々力 耕平 Todoroki Kōhei?)
Voz por: Toshihiko Seki
Es el primo de Ogata, un escritor independiente que también trabaja como entrenador de atletismo en una escuela secundaria. Más adelante, se revela que en realidad es el hermano gemelo de Ogata, quien fue adoptado por sus tíos a una edad temprana. Desde entonces comienza a presentarse como el hermano mayor de Ogata. No le agrada mucho Takasugi y el sentimiento parece ser mutuo.
Takeru Itabashi (板橋 猛 Itabashi Takeru?)
Voz por: Masami Kikuchi
Es un estudiante de secundaria y amante de Kōhei. Alegre y brillante, Takeru es un muchacho sencillo, modesto y encantador, pero puede llegar a ser bastante severo con Kōhei si la situación así lo amerita. Su hermano mayor, Yamato, solía ser el rival de Kōhei durante sus días de atletismo en la escuela, y su hostilidad por este solo crece desde que se entera de que ambos comenzaron a salir.

## Media

### Manga
Escrito e ilustrado por Maki Naruto, Seikimatsu Darling fue publicado por la editorial Biblos entre 1994 y 1998, finalizando con un total de cuatro volúmenes. Una reedición con tres volúmenes adicionales fue publicada entre 1999 y 2000 por Akita Shoten. Una secuela de tres volúmenes titulada Shin Seikimatsu Darling, fue publicada desde 2002 a 2004 por la editora Jitsugyō no Nihon-sha. Desde 2006 a 2012, la serie fue renovada para otra continuación, la cual fue publicada en la revista Karen de Nihon Bungeisha, componiéndose de siete volúmenes.

### OVA
Una adaptación a OVA dirigida por Kazunori Iwakura, escrita por Kenichi Maejima y producida por el estudio de animación Horannabi fue lanzada en 1996. El OVA adapta el argumento de los primeros capítulos del manga y cuenta con las voces de Yasunori Matsumoto, Kazuhiko Inoue, Hideyuki Hori y Tetsuya Iwanaga en los roles principales. El tema de cierre es Love Fight interpretado Matsumoto e Inoue. El OVA fue licenciado en Alemania por Anime House.